# آلفرد زیمرن
آلفرد زیمرن (انگلیسی: Alfred Eckhard Zimmern؛ ۲۶ ژانویه ۱۸۷۹ – ۲۴ نوامبر ۱۹۵۷) پژوهشگر مطالعات کلاسیک، مورخ و دانشمند سیاسی اهل بریتانیا بود که در زمینهٔ روابط بین‌الملل فعالیت می‌کرد. او از جملهٔ سیاست‌گذاران بریتانیا در جریان جنگ جهانی اول و همچنین یکی از متفکران برجستهٔ لیبرال بود. زیمرن همچنین نقش مهمی در تهیهٔ پیش‌نویس طرحی داشت که بعدها به جامعهٔ ملل تبدیل شد.
آلفرد زیمرن در کتاب خود با عنوان «سومین امپراتوری بریتانیا» یکی از نخستین اشارات را به عبارت «اتحادیهٔ کشورهای مشترک‌المنافع بریتانیا» داشت. او از جمله نظریه‌پردازان برجسته در مکتب بین‌الملل‌گرایی لیبرال بود. همچنین، زیمرن را مبدع اصطلاح «دولت رفاه» می‌دانند که چند سال بعد توسط ویلیام تمپل معروف شد.